# اچ‌ام‌ان‌زداس کاهو (ای۰۴)
اچ‌ام‌ان‌زداس کاهو (ای۰۴) (به انگلیسی: HMNZS Kahu (A04)) یک کشتی بود که طول آن 120 FT بود. این کشتی در سال ۱۹۷۸ ساخته شد.